# Il cantante a spasso
Il cantante a spasso è un'opera di Medardo Rosso (1858-1928); è una statuetta in bronzo del 1882-83 che oggi si trova presso la Galleria Nazionale d'Arte Moderna, a Roma. 
Dall'opera si può capire che l'autore era capace di piegare la materia fino ad ottenere degli infiniti effetti plastici.